# Inga hayesii
Inga hayesii är en ärtväxtart som beskrevs av George Bentham. Inga hayesii ingår i släktet Inga och familjen ärtväxter. IUCN kategoriserar arten globalt som nära hotad. Inga underarter finns listade i Catalogue of Life.